# Жуков, Всеволод Данилович
Всеволод Данилович Жуков (8 октября 1902 года, Москва — 11 мая 1962 года, Ташкент) — старший научный сотрудник сектора археологии Института истории и археологии АН Узбекской ССР, кандидат исторических наук, археолог; советский учёный, много сделавший в области изучения памятников древности Узбекистана.

## Биография
В. Д. Жуков родился 8 октября 1902 года в Москве. В 1928 году он окончил восточный факультет Среднеазиатского государственного университета. По окончании САГУ В. Д. Жуков работал научным сотрудником Среднеазиатского музея, Узкомстариса, Института языка, литературы и истории Узбекского филиала АН СССР, Музея истории и Института востоковедения АН УзССР. В 1946 году В. Д. Жуков защитил кандидатскую диссертацию на тему «Дворец термезских правителей (по данным раскопок 1936—1937 гг.)». В 1948—1951 годах он заведовал Самаркандской археологической базой АН УзССР, а с 1951 года был старшим научным сотрудником Института истории и Археологии АН УзССР.
Полевая археологическая деятельность В. Д. Жукова началась в 1929 году. Он возглавлял ряд археологических отрядов, вёл раскопки в районах Бухары, Самарканда, Термеза, участвовал в работах Таджикско-Памирской экспедиции АН СССР, Южно-Туркменистанской, Узбекско-Зеравшанской и других археологических экспедиций.
Перу В. Д. Жукова принадлежат свыше 25 печатных работ. Среди них такие важные публикации, как «Кайрак с двуязычной надписью» («Эпиграфика Востока», 1956), «Материалы к изучению пригородов городища Варахши», «Развалины ансамбля дворцовых зданий в пригороде средневекового Термеза», «Дукентский клад монет XIII—начала XIV века» и другие.
В ноябре 1951 года В. Д. Жуков был награждён орденом «Знак почёта».
В. Д. Жуков скончался 11 мая 1962 года, после продолжительной тяжёлой болезни.